# Juan Sans Alsina
Joan Sans Alsina (Calella, 7 de mayo de 1920-Granollers, 25 de enero de 2001) fue un futbolista español. Jugó en la posición de centrocampista durante cinco temporadas en el Fútbol Club Barcelona (1943-1948), debutando en liga en un Real Madrid C. F. 0 - FC Barcelona 1 el dos de enero de 1944.
En total disputó 76 partidos de liga, consiguiendo dos títulos ligueros y dos copas Eva Duarte. En 1948 se fue al Club Gimnàstic de Tarragona donde se retiró al año siguiente.
Con la selección española jugó un partido amistoso en 1947.

## Palmarés
| Título          | Club                  | Año  |
| --------------- | --------------------- | ---- |
| Liga            | Fútbol Club Barcelona | 1945 |
| Copa Eva Duarte | Fútbol Club Barcelona | 1945 |
| Liga            | Fútbol Club Barcelona | 1948 |
| Copa Eva Duarte | Fútbol Club Barcelona | 1948 |

## Equipos
| Club                        | País   | Año  |
| --------------------------- | ------ | ---- |
| Fútbol Club Barcelona       | España | 1943 |
| Club Gimnàstic de Tarragona | España | 1949 |